# Kata Beach

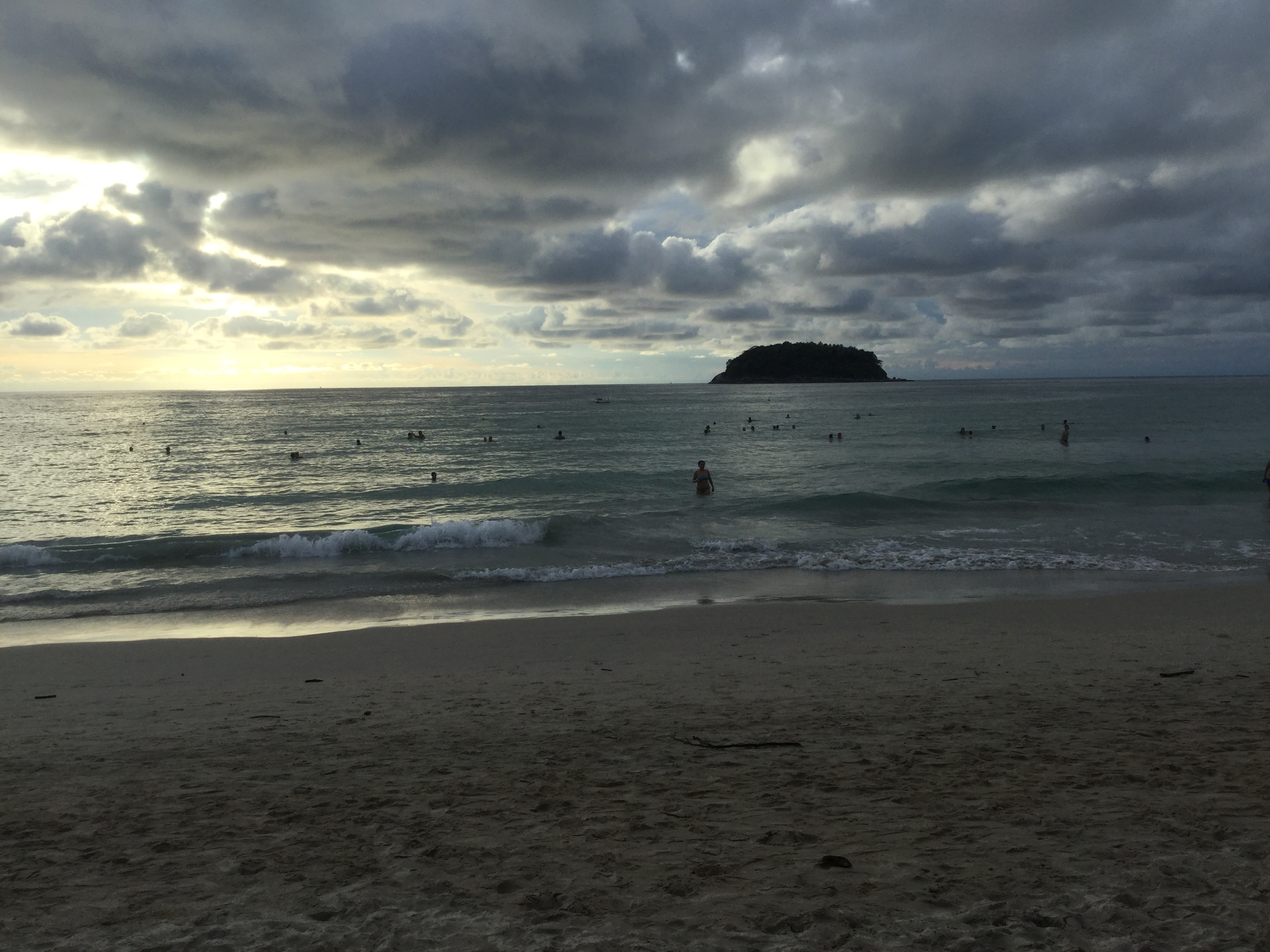
Kata Beach

Kata Beach är en strand belägen på sydvästra Phuket i Thailand, söder om Karon Beach.
Stranden är den minsta av Phukets tre stora turiststränder varav de två andra är Patong Beach och Karon Beach, och skiljer sig märkbart från dessa genom att den är bred och kröker sig. De omgivande byggnaderna är låga och från standens norra ände sträcker sig ett artrikt korallrev ut mot ön Poo Island, belägen cirka 1/2 km från stranden. 
Vid stranden finns hotell, bungalows, resebolag, restauranger, barer och klubbar. Där finns även vattenskotrar och bananbåtar till uthyrning.  En smal väg från stranden norrut till Karon Beach leder förbi minigolfbanan Dino Park. Stranden har bussförbindelser dagtid till och från Phuket City.
En smal strandväg leder söderut från Kata Beach till Kata Noi Beach, en mindre strand med enbart ett fåtal hotell och knappt någon annan bebyggelse. Många fiskarter bebor stenarna och korallreven längs med den strandlösa kustlinjen som sträcker sig söderut från Kata Noi Beach.